# Strzeliska Nowe (gmina)
Strzeliska Nowe – dawna gmina wiejska w powiecie bóbreckim województwa lwowskiego II Rzeczypospolitej (1934–1939), a także jednostka podziału administracyjnego Generalnego Gubernatorstwa w latach 1941–1944, wchodząca w skład dystryktu galicyjskiego. Siedzibą gminy były Strzeliska Nowe.
Gminę utworzono 1 sierpnia 1934 r. w ramach reformy na podstawie ustawy scaleniowej z dotychczasowych gmin wiejskich: Bakowce, Berteszów, Duliby, Hrusiatycze, Kalinówka, Kniesioło, Leszczyn, Oryszkowce, Repechów, Strzeliska Nowe, Strzeliska Stare, Trybuchowce i Żabokruki.
W latach 1939–1941 zniesiona, będąc okupowana przez ZSRR, gdzie nie funkcjonowały gminy zbiorowe (vide rejon nowostrzeliski).
W 1941 roku reaktywowana na skutek wojny niemiecko-radzieckiej, po zajęciu obszaru przez władze hitlerowskie. Gmina weszła w skład powiatu lwowskiego (Kreishauptmannschaft Lemberg), należącego do dystryktu Galicja w Generalnym Gubernatorstwie, gdzie została zmniejszona (w porównaniu ze stanem sprzed wojny) o gromadę Duliby na rzecz reaktywowanej gminy Chodorów w Landkreis Stryj. Ludność gminy w 1943 roku wynosiła 9454.
| Gmina w GG                          | Miejscowości / gromady | Gmina (II RP)   | Powiat (II RP) | Rejon w ZSRR (1939–1941) |
| ----------------------------------- | --- | --------------- | -------------- | ------------------------ |
| Strzeliska Nowe (Landkreis Lemberg) | Bakowce, Berteszów, Hrusiatycze, Kalinówka, Kniesioło, Leszczyn, Oryszkowce, Repechów, Strzeliska Nowe, Strzeliska Stare, Trybuchowce i Żabokruki | Strzeliska Nowe | bóbrecki       | nowostrzeliski           |
| Chodorów (Landkreis Stryj)          | Duliby | Strzeliska Nowe | bóbrecki       | nowostrzeliski           |

Po II wojnie światowej obszar gminy został włączony do Ukraińskiej SRR.